# Nhật Bản năm 2023
Dưới đây là sự kiện trong năm tại Nhật Bản 2023.

## Đương nhiệm
| Ảnh | Vị trí      | Tên              |
| --- | ----------- | ---------------- |
|     | Thủ tướng   | Kishida Fumio    |
|     | Thiên hoàng | Naruhito         |
|     | Hoàng hậu   | Hoàng hậu Masako |

## Sự kiện

### Tháng 1
- 1 tháng 1: 
  - Bộ Nông nghiệp, Lâm nghiệp và Thủy sản (Nhật Bản) xác nhận ít nhất 11 trang trại chăn nuôi đã bị nhiễm cúm gia cầm H5N1 trên toàn quốc và đã tiêu hủy hơn 10 triệu con gia cầm.[1]
  - Lần thứ 12 Nhật Bản được bổ nhiệm làm thành viên không thường trực của Hội đồng Bảo an Liên hợp quốc (với số lần bổ nhiệm nhiều nhất trên thế giới).[2][3]
- 3 tháng 1: Trang web chính thức của phường Shibuya bị tấn công mạng DDoS.[4]
- 4 tháng 1: 
  - Tòa nhà chính quyền của Tòa thị chính Nagasaki đã được chuyển đến một tòa nhà 19 tầng mới được xây dựng trên địa điểm của Tòa thị chính Thành phố Nagasaki trước đây và các chức năng trước đây nằm rải rác trên nhiều tòa nhà đã được hợp nhất.[5]
  - Bộ Giao thông vận tải thành phố Nagoya đã đổi tên bốn nhà ga của Tàu điện ngầm thành phố Nagoya.[6]
- 6 tháng 1: 
  - Thủ tướng Fumio Kishida đã có cuộc điện đàm với Tổng thống Ukraina Volodymyr Zelensky.[7][8]
  - Vào lúc 13:44 (JST), Cục Khí tượng Nhật Bản đã phát cảnh báo động đất khẩn cấp tại Ishikawa sau khi một trận động đất có cường độ 4.6 richter xảy ra.[9][10][11]
- 9 tháng 1: Đại dịch COVID-19 tại Nhật Bản: Số ca tử vong COVID-19 tại Nhật Bản vượt mốc 60.000 ca.[12]
- 20 tháng 1: Báo cáo của Ngân hàng Nhật Bản cho biết lạm phát ở Nhật Bản đã tăng 4,0% trong tháng 12, mức tăng cao nhất được ghi nhận kể từ năm 1981.[13]
- 22 tháng 1: Ít nhất 4 người chết trong một vụ cháy chung cư ở Kobe, Hyōgo[14][15]
- 23 tháng 1: Bầu cử thống đốc tỉnh Yamanashi: Kotaro Nagasaki tái đắc cử thống đốc.[16][17]

### Tháng 2
- 1 tháng 2: Cơ quan khí tượng Nhật Bản cho biết, chuyển động mặt đất trong thời gian dài được coi là tiêu chí để đưa ra cảnh báo động đất khẩn cấp. Cường độ địa chấn thang shindo từ mức 5- trở lên, kèm theo dự đoán chuyển động mặt đất trong thời gian dài từ mức độ 3 trở lên, cảnh báo động đất khẩn cấp sẽ được đưa ra.[18][19][20]
- 15 tháng 2: Tòa án tỉnh Chiba cho biết, gần đường băng B ở phía bắc của Sân bay Quốc tế Narita trên khu đất rộng khoảng 4.600 m² mà Công ty Sân bay Quốc tế Narita đã hoàn tất việc mua lại vào năm 2003 nhưng vẫn tiếp tục bị chiếm giữ bởi những người phản đối sân bay. Việc dỡ bỏ các tòa tháp và biển quảng cáo do phe đối lập lắp đặt và việc giao lại đất đai đã được tiến hành. Đây là hành động cưỡng chế đầu tiên chống lại sự phản kháng của phe đối lập trong gần 6 năm kể từ khi Túp lều Đoàn kết bị dỡ bỏ vào tháng 5 năm 2017.[21]
- 17 tháng 2: Thủ tướng Nhật Bản Kishida Fumio đã có cuộc điện đàm với Tổng thống Thổ Nhĩ Kỳ Recep Tayyip Erdoğan và công bố kế hoạch cung cấp thêm hàng cứu trợ khẩn cấp cho Thổ Nhĩ Kỳ và hỗ trợ nhân đạo khẩn cấp với quy mô 8,5 triệu USD.[22]
- 25 tháng 2: Một trận động đất có cường độ 6,1 richter đã xảy ra ở khu vực bờ biển phía đông Hokkaidō vào lúc 22:27, tâm chấn độ sâu khoảng 60 km, nằm ở vùng biển cách thành phố Kushiro 61 km. Không có cảnh báo sóng thần cho trận động đất này.[23][24][25][26][27][28]

### Tháng 3

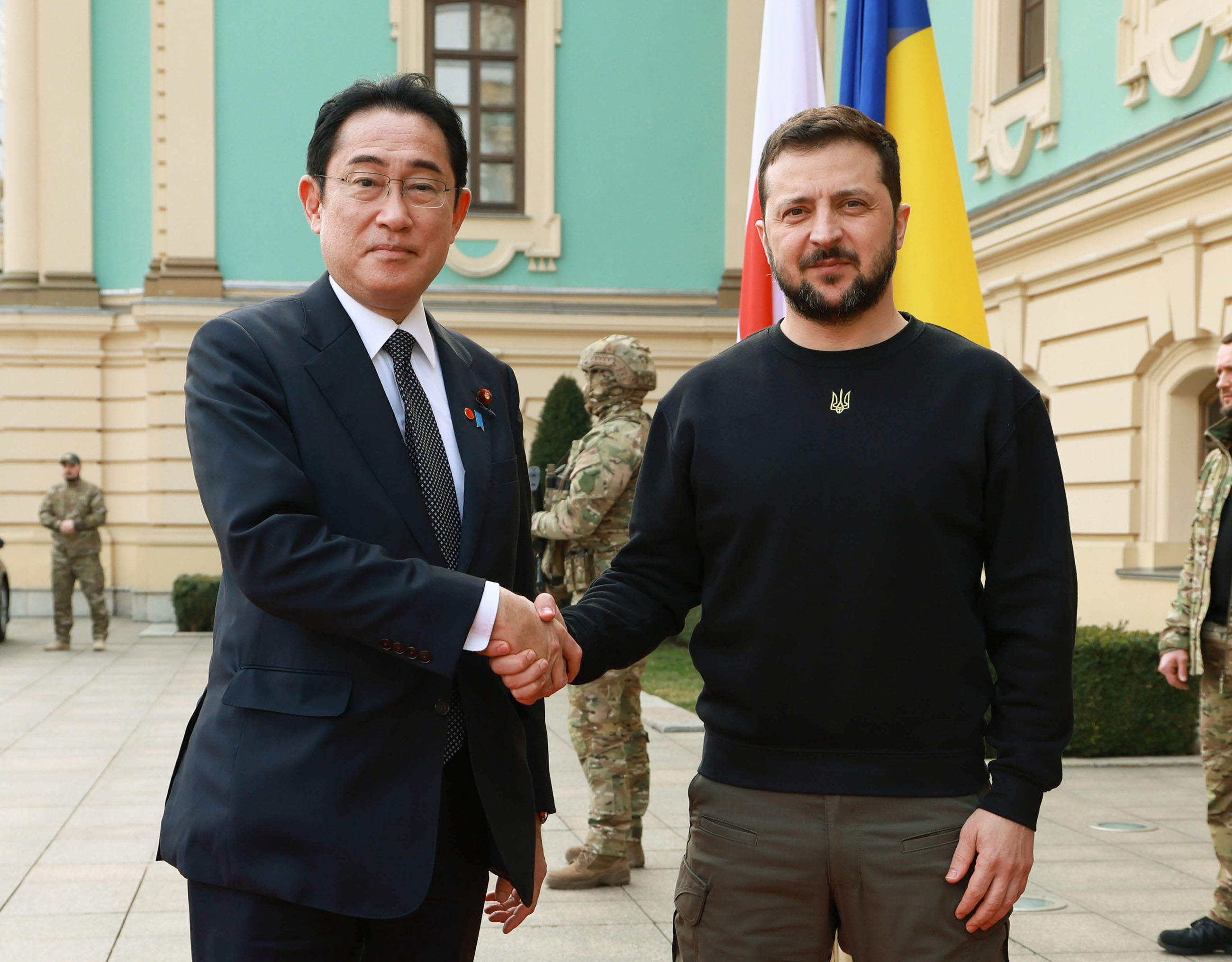
Thủ tướng Fumio Kishida (trái) bắt tay với Tổng thống Volodymyr Zelensky (phải)

- 3 tháng 3: Sở Cảnh sát Ōsaka đã bắt giữ một người đàn ông điều hành một công ty bất động sản vì có liên quan đến vụ giết nữ sinh viên Đại học Ritsumeikan vào ngày 15 tháng 10, 2022.[29]
- 6 tháng 3: Đại sứ quán Nhật Bản tại Haiti đã mở cửa trở lại sau khi tình hình Haiti đã được ổn định.[30]
- 12 tháng 3: Tổng thống Angola João Lourenço chính thức thăm Nhật Bản.[31]
- 13 tháng 3: Hội nghị thượng đỉnh Nhật Bản – Angola[32]
- 15 tháng 3: Nghị sĩ Higashitani Yoshikazu bị khai trừ khỏi quốc hội Nhật Bản vì không tham dự bất kỳ họp quốc hội từ tháng 7 năm ngoái.[33]
- 16 tháng 3: Chính phủ Nhật Bản thông báo sẽ xem xét lại hoạt động xuất khẩu đối với Hydro fluoride, polyimide fluoride và chất phát quang sang Hàn Quốc.[34]
- 19 tháng 3: Chợ công cộng Makishi ở trung tâm thành phố Naha, tỉnh Okinawa (đã đóng cửa vào tháng 6 năm 2019 do tòa nhà cũ kỹ và được xây dựng lại) đã hoạt động trở lại bình thường.[35]
- 21 tháng 3: Chuyến thăm Ukraina của Fumio Kishida 2023.[36][37]
- 27 tháng 3: Vào lúc 0:04 (JST), một trận động đất có cường độ 5.2 richter xảy ra ở ngoài khơi tỉnh Miyagi, thang địa chấn đo được ở mức JMA 4. Không có cảnh báo sóng thần.[38]
- 28 tháng 3: 
  - Ít nhất 2 người chết, 9 người bị thương trong vụ lật thuyền xảy ra ở sông Hozu, Kyōto.[39][40][41][42]
  - Bộ Giáo dục, Văn hóa, Thể thao, Khoa học và Công nghệ đã thông báo rằng sẽ phạt công ty Dai Nippon Tosho vì không phê duyệt xuất bản sách giáo khoa mới trung học cơ sở và có liên quan đến vụ bê bối tham nhũng sách giáo khoa ở thành phố Fujiidera, Ōsaka.[43]

### Tháng 4
- 6 tháng 4: Một chiếc trực thăng Mitsubishi UH-60JA của Lực lượng Phòng vệ Mặt đất Nhật Bản rơi ngoài khơi bờ biển Miyako-jima thuộc tỉnh Okinawa, 10 người mất tích.[44][45]
- 15 tháng 4: Vụ tấn công Kishida Fumio 2023.[46]
- 16 tháng 4: Nhật Bản đã phát hiện 5 thi thể trong tổng số 10 người mất tích của chiếc trực thăng UH-60JA đã mất tích hồi tuần trước ngoài khơi bờ biển Miyako-jima thuộc tỉnh Okinawa.[47]
- 25 tháng 4: 
  - Vụ tấn công Kishida Fumio 2023: Koichi Tani, người đứng đầu cơ quan an toàn công cộng của Nhật Bản đã bị chỉ trích vì tiết lộ rằng ông thích món cơm lươn cá ngọt đến nỗi vẫn tiếp tục ăn sau khi cấp dưới thông báo về vụ tấn công nhắm vào Thủ tướng Kishida Fumio.[48][49][50][51][52][53]

### Tháng 5

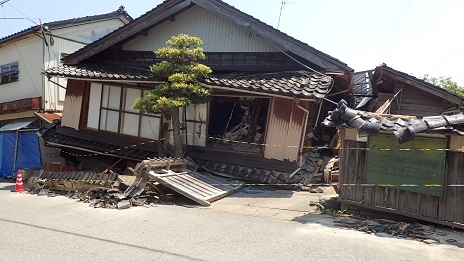
Ngôi nhà bị sập trong trận động đất Ishikawa

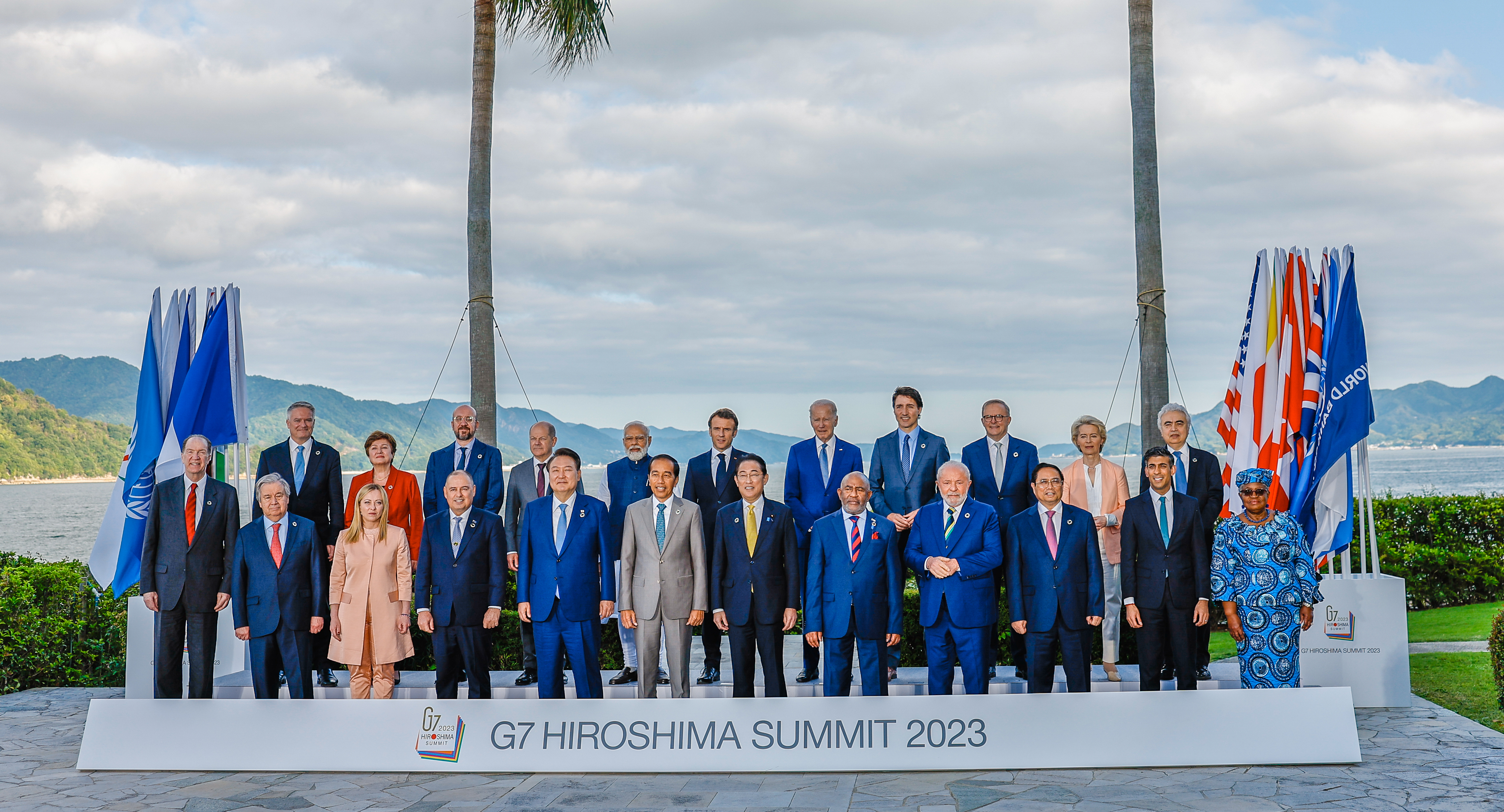
Các nhà lãnh đạo tại hội nghị thượng đỉnh G7 lần thứ 49

- 5 tháng 5: Ít nhất 1 người chết, 34 người bị thương trong trận động đất có thang địa chấn mức JMA 6+, cường độ 6.3 richter xảy ra ở Tỉnh Ishikawa[54][55][56][57][58][59]
- 19 tháng 5 – 21 tháng 5: Hội nghị thượng đỉnh G7 lần thứ 49 diễn ra tại thành phố Hiroshima, tỉnh Hiroshima.[60][61]
- 19 tháng 5: Cục Khí tượng Nhật Bản cảnh báo mực nước thủy triều thay đổi sau trận động đất có cường độ 7.7 richter ở Nam Thái Bình Dương (gần Quần đảo Loyauté).[62]
- 25 tháng 5: 
  - Một vụ tấn công bằng súng và dao xảy ra ở thành phố Nakano, tỉnh Nagano. Hậu quả làm 4 người chết, nghi phạm đã bị bắt giữ. Nghi phạm được xác định là con trai của Masamichi Aoki (chủ tịch Hội đồng thành phố Nakano).[63][64][65]
  - Chủ tịch nước Cộng hòa Dân chủ Nhân dân Lào, Thongloun Sisoulith thăm Nhật Bản.[66]

### Tháng 6
- 1 tháng 6: Sau hàng loạt vụ trẻ em nuốt phải vật nam châm nhỏ, Bộ công nghiệp Nhật Bản cho biết sẽ cấm việc sử dụng nam châm nhỏ, lực hút cao làm đồ chơi cho trẻ em.[67]
- 9 tháng 6: Chính phủ Nhật Bản đã sửa đổi luật nhập cư để trục xuất những đối tượng không đưa ra được lý do hợp lý để được cấp quy chế tị nạn sau khi bị từ chối 3 lần.[68]
- 10 tháng 6: Hai máy bay của hãng Thai Airways và Eva Airways đã va chạm nhau tại sân bay Haneda, Tokyo dẫn đến việc tạm thời đóng cửa 1 trong 4 đường băng.[69]
- 13 tháng 6: Thủ tướng Kishida Fumio công bố kế hoạch hỗ trợ nhằm tăng tỷ lệ sinh trong bối cảnh đất nước đang phải đối mặt với dân số già hóa đe dọa nền kinh tế quốc gia.[70]
- 14 tháng 6: Vụ nổ súng tại trường bắn Hino Kihon.[71][72]
- 15 tháng 6: 
  - Quân đội Hoa Kỳ thông báo sơ tán các binh sĩ khỏi một số tòa nhà tại căn cứ không quân Yokota thuộc vùng thủ đô Tokyo, Nhật Bản để ứng phó với một mối đe dọa an ninh.[73]
  - Sở Cảnh sát Tokyo cho biết đã bắt giữ nam diễn viên Kento Nagayama sau khi cảnh sát tiến hành khám xét căn hộ nghi vấn có tàng trữ chất cần sa ở phường Meguro, Tokyo.[74]
- 16 tháng 6: 
  - Chính phủ Nhật Bản thông báo kế hoạch thi hành một luật mới, điều chỉnh quy định nhằm chấm dứt độc quyền của Apple và Google.[75]
  - Quốc hội Nhật Bản đã thông qua dự luật nâng độ tuổi quan hệ tình dục hợp pháp từ 13 lên 16 tuổi.[76][77]
- 18 tháng 6: Một chiếc xe buýt liên tỉnh đi từ Sapporo đến Hakodate đã đâm trực diện vào một chiếc xe tải chở 30 con lợn ở Yakumo, Hokkaidō. Cả hai tài xế và 3 hành khách trên xe buýt thiệt mạng, 12 người khác bị thương nặng.[78][79][80][81][82]
- 21 tháng 6: Kỳ họp thứ 211 của Quốc hội Nhật Bản kết thúc.[83]
- 24 tháng 6 – 18 tháng 9: Lễ hội chuông gió tại chùa Saikyoji, tỉnh Shiga.[84][85]
- 24 tháng 6: Thiên hoàng Naruhito và Hoàng hậu Masako đã về nước sau chuyến thăm Indonesia kéo dài 7 ngày.[86]
- 26 tháng 6: Công ty Điện lực Tokyo đã hoàn tất việc xây dựng hệ thống xả nước nhiễm phóng xạ qua xử lý xuống biển từ nhà máy điện hạt nhân Fukushima I.[87]
- 27 tháng 6: Sở Cảnh sát Tokyo đã ra lệnh bắt giữ nam diễn viên kịch kabuki Kamejirō Ichikawa vì tình nghi tiếp tay cho người thân tự tử.[88]
- 28 tháng 6: 
  - Lực lượng Phòng vệ Nhật Bản và Úc tiến hành cuộc tập trận Trident 2023 ở Biển Đông.[89]
  - Bộ Nông nghiệp, Lâm nghiệp và Thủy sản cho biết, Nhật Bản đã tạm thời dừng nhập khẩu thịt gà từ bang Espirito Santo, Brazil sau khi có xác nhận về trường hợp cúm gia cầm độc lực cao (HPAI) tại một sân vườn nuôi gà trong bang.[90]
- 29 tháng 6: Bộ Kinh tế và Tài chính Hàn Quốc và Nhật Bản đã nhất trí nối lại thỏa thuận hoán đổi tiền tệ trị giá 10 tỷ USD.[91]

### Tháng 7
- 1 tháng 7: Cục Khí tượng Nhật Bản đã phát cảnh báo mưa lớn khẩn cấp tại vùng Chūgoku và vùng Kyūshū[92][93]
- 2 tháng 7: 
  - Một nhóm các nhà lập pháp từ Đảng Dân chủ Lập hiến, Đảng Phục hồi Nhật Bản và Đảng Dân chủ vì Nhân dân đã đến thăm Đài Loan.[94]
  - Cúp bóng đá U-17 châu Á 2023: U17 Nhật Bản đã vô địch lần thứ tư sau khi đánh bại U17 Hàn Quốc với tỷ số 3-0.[95]
- 3 tháng 7: Một vụ nổ tòa nhà ở Shimbashi, Tokyo, 4 người bao gồm cả nhân viên nhà hàng đã bị thương.[96][97][98][99][100][101][102]
- 4 tháng 7: 
  - Cơ quan Năng lượng Nguyên tử Quốc tế đã phê duyệt kế hoạch xả nước từ nhà máy điện hạt nhân Fukushima I.[103]
  - Vào lúc 18:28 (theo giờ địa phương), Cục Khí tượng Nhật Bản đã phát cảnh báo lốc xoáy khẩn cấp tại phía Tây của tỉnh Kanagawa.[104]
- 5 tháng 7: Ban điều hành cảng Nagoya cho biết, tin tặc đã tấn công hệ thống khiến toàn bộ hệ thống điều hành điện tử bị tê liệt.[105]
- 6 tháng 7: 
  - Vụ tấn công thành phố Nakano 2023: Nghi phạm đã khai rằng anh không hài lòng thái độ cảnh sát đang cười toe toét khi mình đang xin giấy phép hành nghề.[106]
  - Lực lượng Phòng vệ Nhật Bản cho biết, khoảng 580 quả bom chưa nổ được tìm thấy trên các hòn đảo không người ở Okinawa.[107][108][109][110][111]
  - Ít nhất 2 người chết và 6 người bị thương sau khi một đoạn cầu cao tốc đang xây dựng bị sập ở thành phố Shizuoka.[112][113][114][115]
  - Một chiếc xe tải đâm 4 học sinh tại trường tiểu học ở thị trấn Wakayanagi, thành phố Kurihara, tỉnh Miyagi. Cả 4 học sinh đều bị thương. Ngay lập tức, Cảnh sát tỉnh Miyagi đã bắt giữ một nghi phạm lái xe 34 tuổi sống gần đó vì nghi ngờ có âm mưu giết người.[116]
- 8 tháng 7:
  - Vào lúc 21:36 (JST), một trận động đất có cường độ 4.0 richter xảy ra tại bán đảo Noto, tỉnh Ishikawa. Không có báo cáo thiệt hại nào xảy ra.[117]
- 9 tháng 7:
  - Hơn 1.000 quả đào bị đánh cắp ở thành phố Fuefuki, tỉnh Yamanashi. Uớc tính thiệt hại lên đến 500.000 yên.[118][119]
  - Vào lúc 21:56 (JST), một trận động đất có cường độ 3.8 richter xảy ra tại ngoài khơi tỉnh Ibaraki. Không có thiệt hại và cảnh báo sóng thần cho trận động đất này.[120]
  - Thủ tướng Kishida Fumio đã gửi lời cảm ơn các tổ chức địa phương hỗ trợ tổ chức Hội nghị thượng đỉnh G7 tại Hiroshima.[121]
  - Năm học sinh tiểu học tại Adachi, Tokyo đã phải nhập viện sau khi có triệu chứng say nắng.[122]
  - Một chiếc xe tải đâm vào văn phòng của Nishiwaki-gumi, một băng đảng yakuza có liên hệ với Kobe Yamaguchi-gumi.[123]
- 10 tháng 7 – 17 tháng 7: Olympic Vật lý Quốc tế lần thứ 53 được tổ chức tại Tokyo.[124]
- 10 tháng 7:
  - Lũ lụt Nhật Bản 2023:
    - Ít nhất 7 ngôi nhà bị cuốn trôi và 7 người bị mắc kẹt ở Kurume, Fukuoka.[125]
    - Cơ quan khí tượng Nhật Bản đã cảnh báo thiên tai nguy hiểm cấp 5 (mức thảm họa) tại Ōita và Fukuoka[126]
    - Cơ quan khí tượng Nhật Bản tiếp tục cảnh báo mưa lớn diện rộng tại hai tỉnh Ōita và Fukuoka.[127]

  - Vào lúc 4:52 (JST), một trận động đất có cường độ 4.4 richter xảy ra ở phía Tây Bắc tỉnh Chiba. Không có cảnh báo sóng thần.[128]
  - Vào lúc 10:40 (JST), một trận động đất có cường độ 3.9 richter xảy ra ở phía Tây Bắc tỉnh Chiba. Không có cảnh báo sóng thần.[129]
  - Từ đầu năm 2023 đến nay, số lượng công ty phá sản tại Nhật Bản trong ngành dịch vụ và bán lẻ đã vượt mốc 4.000.[130]
  - Trường Nhật ngữ Mirai no Mori Gakuen ở thành phố Sendai, tỉnh Miyagi bị phạt vì vi phạm nhân quyền khi can thiệp vào sự lựa chọn con đường sự nghiệp của sinh viên quốc tế.[131][132]
- 11 tháng 7:
  - Lũ lụt Nhật Bản 2023:
    - Mưa lớn gây sạt lở đất ở hai tỉnh Fukuoka và Saga làm 5 người chết, 2 người mất tích[133]

  - Thủ tướng Kishida Fumio đến Châu Âu tham dự Hội nghị thượng đỉnh NATO.[134]
- 12 tháng 7:
  - Cơ quan khí tượng Nhật Bản cảnh báo mưa lớn tại tỉnh Ishikawa và tỉnh Toyama.[135]
  - JICA cho biết, Nhật Bản đã nhận 114 người công dân Afghanistan làm người tị nạn.[136]
- 13 tháng 7: Vào lúc 13:44 (JST), một trận động đất có cường độ 4.9 richter xảy ra ngoài khơi tỉnh Iwate. Không có cảnh báo sóng thần cho trận động đất này.[137]
- 14 tháng 7 – 30 tháng 7: Giải Vô địch Thể thao dưới nước Thế giới Fukuoka 2023.[138]
- 14 tháng 7:
  - Một vụ nổ xảy ra trong quá trình thử nghiệm tên lửa nhiên liệu rắn tên lửa Epsilon tại Khu thử nghiệm tên lửa Noshiro của JAXA ở thành phố Noshiro, tỉnh Akita.[139][140][141]
  - Chính quyền tỉnh Yamanashi đã xác nhận có trường hợp tử vong đầu tiên khi leo núi Phú Sĩ vào mùa hè năm nay.[142]
- 15 tháng 7:
  - Một người đàn ông 57 tuổi đang tham gia lễ hội Hakata Gion Yamakasa trên đường phố ở phường Hakata, thành phố Fukuoka đã ngã xuống và bị đè dưới phao tử vong.[143]
  - Lũ lụt Nhật Bản 2023:
    - Chính quyền Thành phố Kitaakita đã ra lệnh sơ tán cho 2.050 người trong tổng số 871 hộ gia đình.[144]
- 16 tháng 7
  - Cơ quan khí tượng Nhật Bản cảnh báo mực nước thủy triều thay đổi sau trận động đất có cường độ 7.3 richter tại quần đảo Aleut, Alaska, Hoa Kỳ.[145]
  - Ít nhất 2 người đi xe đạp thiệt mạng tại chỗ sau khi bị tàu hỏa đâm tại Tuyến Keiō, Setagaya, Tokyo.[146]
  - Cơ quan khí tượng Nhật Bản tiếp tục cảnh báo nắng nóng tại vùng Kantō và vùng Hokuriku. Thành phố Kiryū, tỉnh Gunma nóng nhất với mức nhiệt 39.7 độ.[147]
  - Lật thuyền tại sông Sorachi ở thành phố Furano, Hokkaidō. 1 người chết.[148]
- 17 tháng 7 – 24 tháng 7: Lễ hội Gion Kyoto 2023.[149]
- 17 tháng 7
  - Bộ Nông nghiệp, Lâm nghiệp và Thủy sản cho biết, Nhật Bản đã tạm thời dừng nhập khẩu thịt gà từ bang Santa Catarina, Brazil sau khi có xác nhận về trường hợp cúm gia cầm độc lực cao (HPAI) tại một sân vườn nuôi gà trong bang.[150][151]
- 19 tháng 7:
  - Tòa án Tokyo tuyên án Toshio Yamauchi 4 năm tù với cáo buộc tội tham ô trong quá trình kinh doanh vì đã biển thủ hơn 100 triệu yên do một công ty mà ông có liên kết ủy thác gây thiệt hại lớn và hậu quả nghiêm trọng[152]
- 21 tháng 7: NTT Docomo cho biết, khoảng 5,96 triệu thông tin cá nhân bị rò rỉ.[153]
- 22 tháng 7:
  - Vương phi Fumihito và Hoàng tự phi Kiko thị sát tình hình khắc phục hậu quả tại khu vực chịu ảnh hưởng của trận động đất phía Đông Iburi Hokkaido 2018.[154]
  - Khoảng 650 con lợn tại một trang trại lợn ở thành phố Minamiawaji, Hyōgo đã được tiêu hủy.[155]
  - Lực lượng Phòng vệ Mặt đất Nhật Bản tiến hành huấn luyện phóng tên lửa đất đối hạm tại Úc.[156]
  - Vào lúc 10:52 (JST), một trận động đất có cường độ 4.8 richter xảy ra ở ngoài khơi tỉnh Ibaraki. Thang địa chấn mức JMA 4 tại tỉnh Ibaraki. Không có cảnh báo sóng thần cho trận động đất này.[157]
  - Vào lúc 21:14 (JST), một trận động đất có cường độ 4.9 richter xảy ra ở biển Hyūga-nada. Thang địa chấn mức JMA 4 tại các tỉnh Ōita, Kōchi. Không có cảnh báo sóng thần cho trận động đất này.[158][159]
- 23 tháng 7:
  - Bộ Ngoại giao Nhật Bản sẽ tăng cường xử lý thông tin sai lệch về kế hoạch xả nước thải nhà máy điện hạt nhân Fukushima I trong bối cảnh trên mạng Internet đang lan truyền thông tin không chính xác do suy đoán và nỗ lực tuyên truyền thông tin dựa trên bằng chứng khoa học không có căn cứ rõ ràng.[160]
  - Ít nhất 4 người chết sau khi xảy ra xe khách và xe du lịch va chạm nhau tại thị trấn Taiki, Hokkaidō.[161]
  - Tấn công bằng dao ở Nhà ga Rinku-Town, thành phố Izumisano, Ōsaka làm 3 người bị thương. Nghi phạm người đàn ông 37 tuổi đã bị bắt giữ.[162][163][164][165]
  - Nhật Bản dự kiến đề xuất ý tưởng dự trữ khí đốt toàn cầu khẩn cấp với Cơ quan Năng lượng Quốc tế.[166]
  - Lũ lụt Nhật Bản 2023
    - Nước sinh hoạt đã được khắc phục tại thị trấn Gojōme, Akita.[167]

  - Tro cốt của cựu thủ tướng Abe Shinzō được an táng tại Nagato, tỉnh Yamaguchi.[168]
  - Nhật Bản bắt đầu hạn chế xuất khẩu thiết bị sản xuất vi mạch tiên tiến.[169]
- 24 tháng 7:
  - Vào lúc 10:17 (JST), một trận động đất có cường độ 4.3 richter xảy ra ở ngoài khơi bờ biển phía đông của Hachijō-jima. Thang địa chấn JMA 1. Không có cảnh báo sóng thần cho trận động đất này.[170]
  - Vào lúc 13:02 (JST), một trận động đất có cường độ 4.2 richter xảy ra ở phía Nam tỉnh Ibaraki. Thang địa chấn mức JMA 3 tại thành phố Mito và thành phố Tochigi. Không có cảnh báo sóng thần cho trận động đất này.[171]
  - Vào lúc 15:37 (JST), một trận động đất có cường độ 4.2 richter xảy ra ở ngoài khơi tỉnh Miyagi. Thang địa chấn mức JMA 2 tại tỉnh Miyagi và tỉnh Iwate. Không có cảnh báo sóng thần cho trận động đất này.[172]
  - Vào lúc 15:42 (JST), một trận động đất có cường độ 2.8 richter xảy ra ở phía Nam tỉnh Tokushima. Thang địa chấn mức JMA 1 tại tỉnh Tokushima. Không có cảnh báo sóng thần cho trận động đất này.[173]
  - Đại dịch COVID-19 tại Nhật Bản: Thân vương Fumihito và Hoàng tự phi Kiko đã xác nhận dương tính với COVID-19.[174]

### Tháng 8
- 1 tháng 8:
  - Công ty Điện lực Tokyo (TEPCO) cho biết tính đến 17:30 (JST) hơn 4.300 hộ gia đình ở tỉnh Chiba và tỉnh Kanagawa bị mất điện.[175]
- 2 tháng 8 – 7 tháng 8: Lễ hội Nebuta Aomori 2023.[176]
- 5 tháng 8: Lần đầu tiên trong lịch sử khí tượng Nhật Bản, nhiệt độ tỉnh Fukushima vượt mốc 40 °C.[177]
- 6 tháng 8: Một cáo cáo của Bưu điện Hoa Nam cho biết, 60% trong tổng số 1,9 triệu học sinh Nhật Bản kém thông thạo Tiếng Anh.[178]
- 7 tháng 8:
  - Vào lúc 3:12 (JST), một trận động đất có cường độ 5.4 richter xảy ra ở ngoài khơi phía Đông bán đảo Ōsumi. Thang địa chấn mức JMA 3 tại thành phố Kushima, Miyazaki. Không có cảnh báo sóng thần cho trận động đất này.[179]
  - Vào lúc 3:32 (JST), một trận động đất có cường độ 4.7 richter xảy ra ở ngoài khơi phía Đông bán đảo Ōsumi. Thang địa chấn mức JMA 3 tại thị trấn Kimotsuki, Kagoshima. Không có cảnh báo sóng thần cho trận động đất này.[180]
- 24 tháng 8: Nhật Bản bắt đầu xả nước thải nhiễm phóng xạ Nhà máy điện hạt nhân Fukushima I.[181]

### Tháng 9
- Thân vương Fumihito và Vương phi dự kiến sẽ thăm Việt Nam.[182][183]

### Tháng 10
- 5 tháng 10:
  - Xả nước thải nhà máy điện hạt nhân Fukushima I đợt 2.[184]
- 9 tháng 10:
  - Cục Khí tượng Nhật Bản đã ban bố cảnh báo sóng thần tại Chiba, quần đảo Izu, quần đảo Ogasawara, Kōchi, Miyazaki, bờ biển phía Đông của tỉnh Kagoshima, đảo Tanegashima, đảo Yakushima quần đảo Amami, quần đảo Tokara.[185][186][187]

### Tháng 12
- 9 tháng 12: Viện bảo tàng Nghệ thuật Yokohama dự kiến sẽ mở cửa trở lại sau 3 năm trùng tu quy mô lớn.[188]

## Mất

### Tháng 1

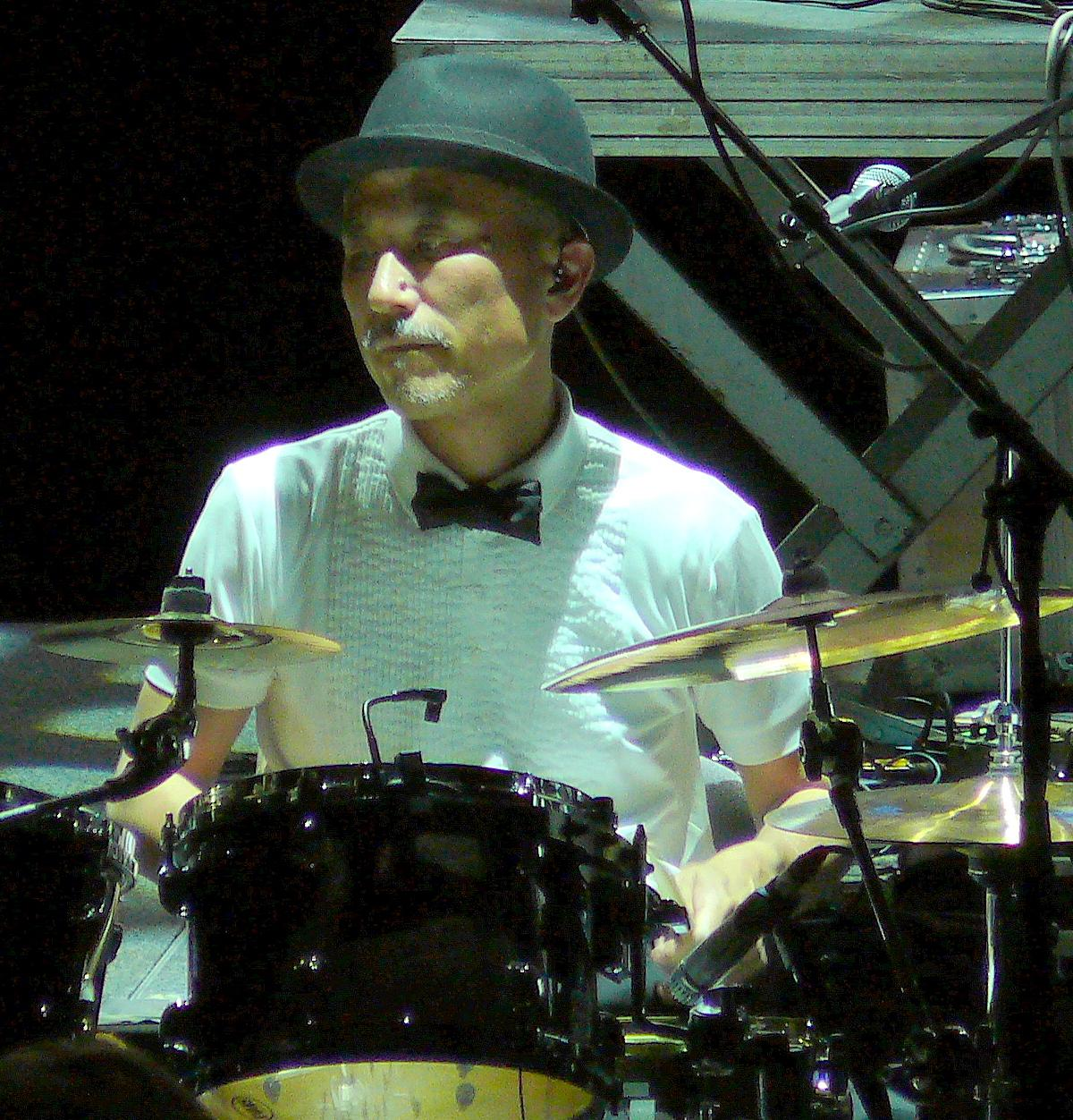
Yukihiro Takahashi

- 1 tháng 1: Tetsuo Hasegawa, 85, diễn viên[189][190][191]
- 11 tháng 1: Yukihiro Takahashi, 71, nhạc sĩ[192][193]
- 23 tháng 1: Hiromitsu Kadota, 75, cầu thủ bóng chày[194]

### Tháng 2

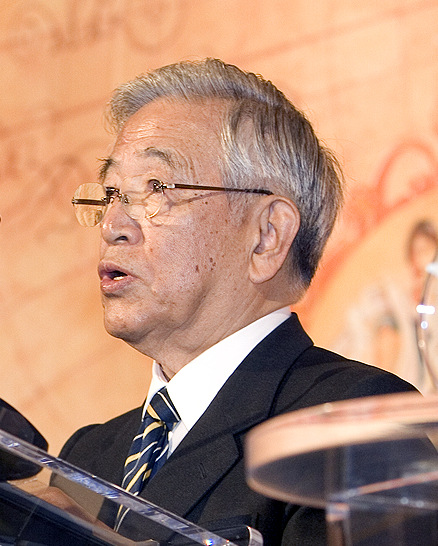
Toyoda Shoichiro

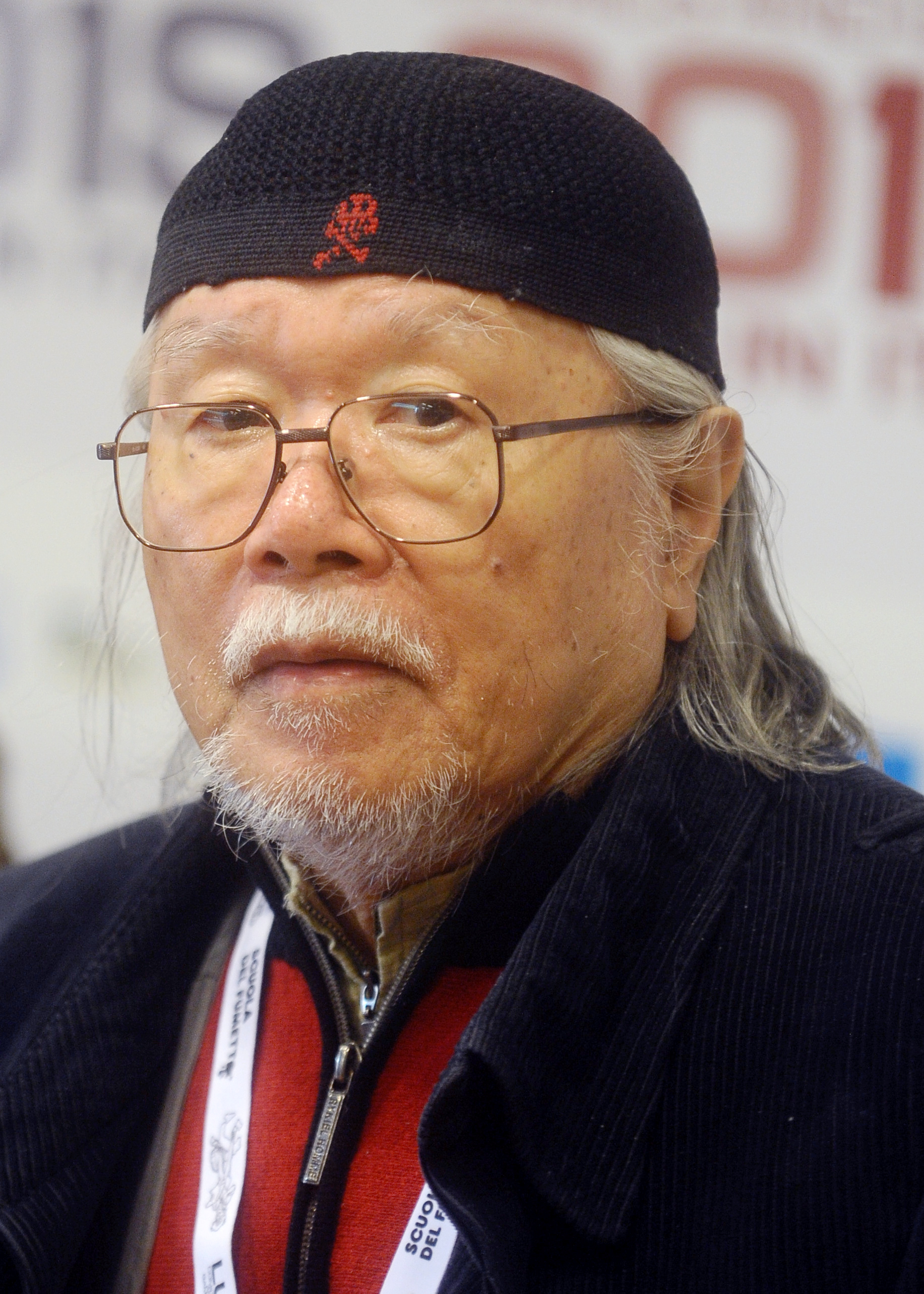
Leiji Matsumoto

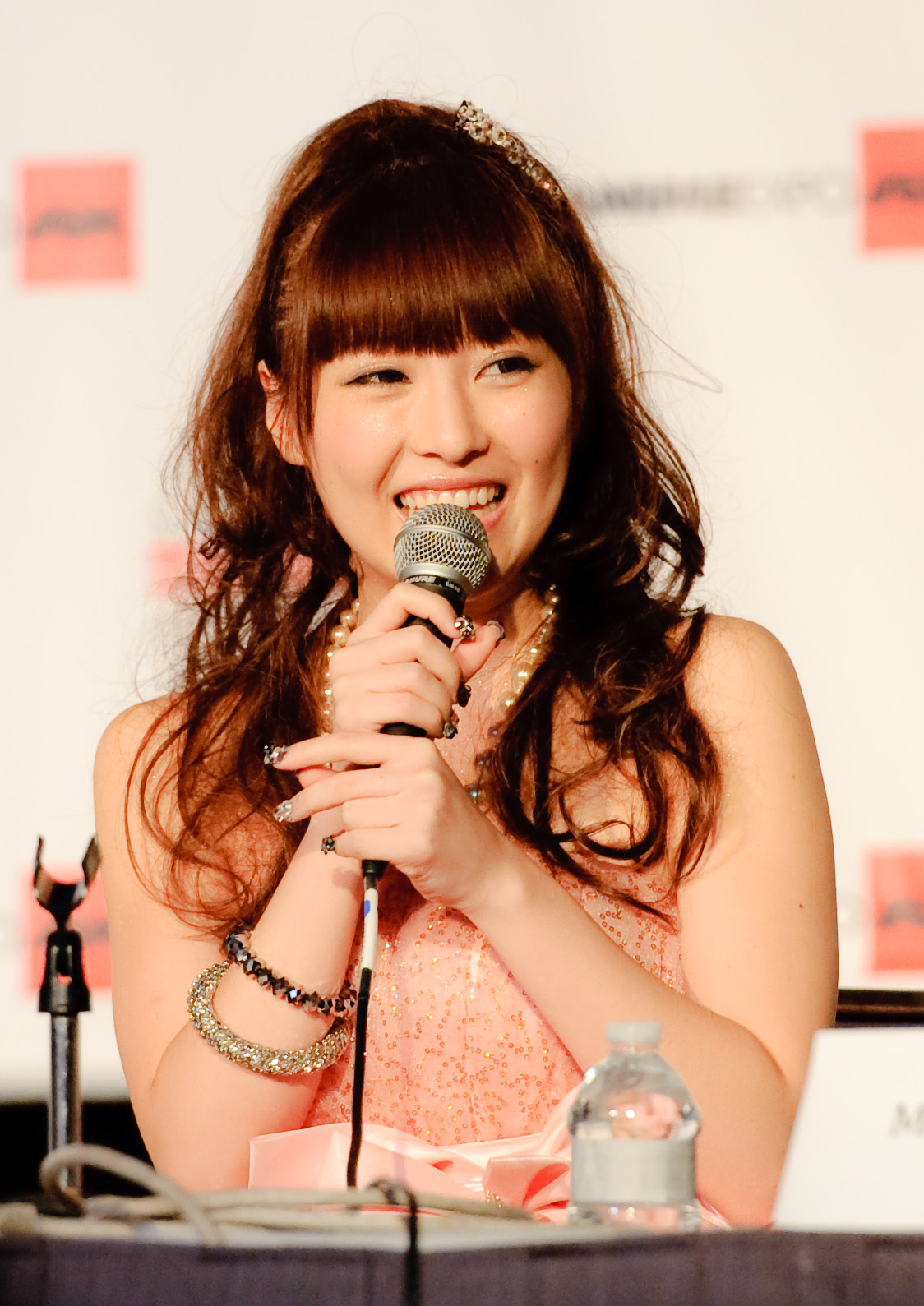
Kurosaki Maon

- 5 tháng 2: Takako Sasuga, 87, nữ diễn viên lồng tiếng[195][196][197]
- 7 tháng 2: Hiroki Nakata, 59, kỳ thủ shogi[198][199]
- 10 tháng 2: Satoshi Iriki, 56, cầu thủ bóng chày[200]
- 13 tháng 2: Leiji Matsumoto, 85, họa sĩ hoạt hình và truyện tranh[201]
- 14 tháng 2: Toyoda Shoichiro, 97, Chủ tịch tập đoàn Toyota[202][203][204]
- 15 tháng 2: Iizuka Shōzō, 90, diễn viên lồng tiếng[205]
- 16 tháng 2: Kurosaki Maon, 35, ca sĩ[206][207][208][209]
- 25 tháng 2: Mitsuo Senda, 83, diễn viên lồng tiếng[210]

### Tháng 3

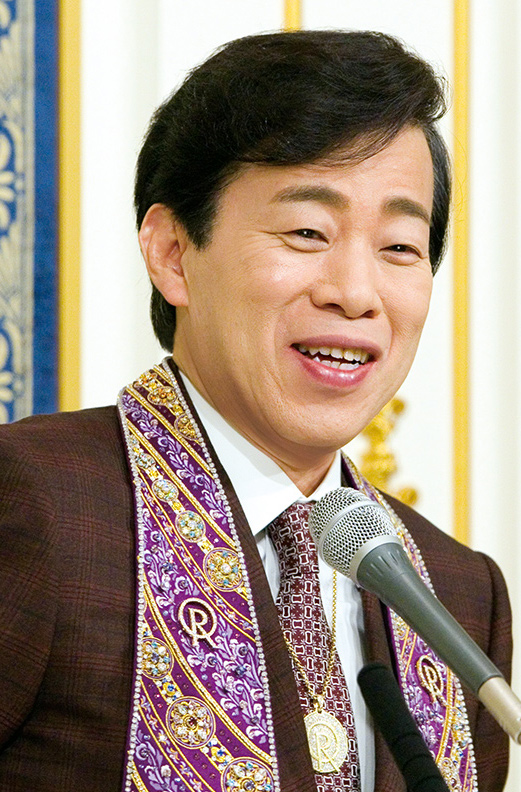
Ryūhō Ōkawa

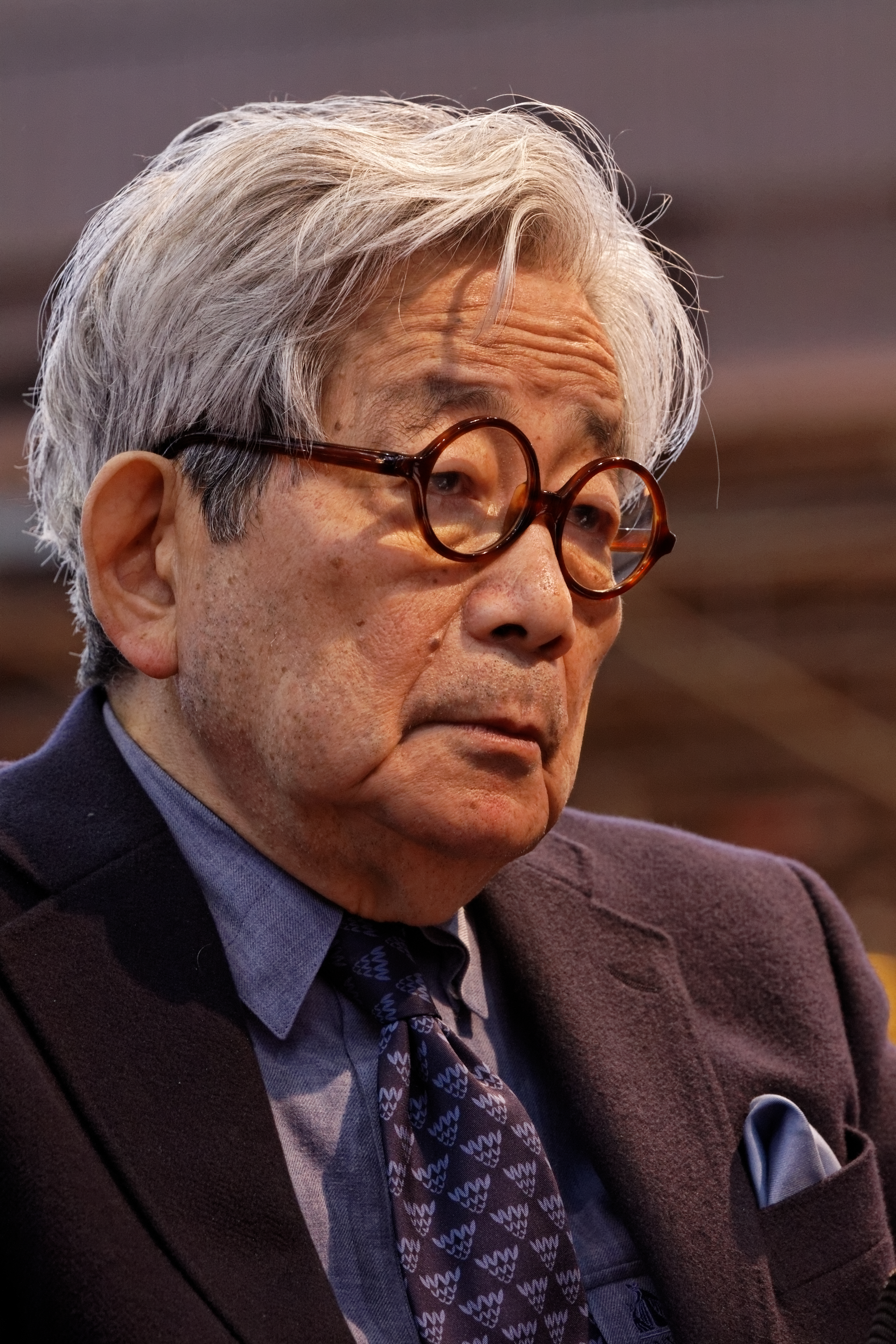
Ōe Kenzaburō

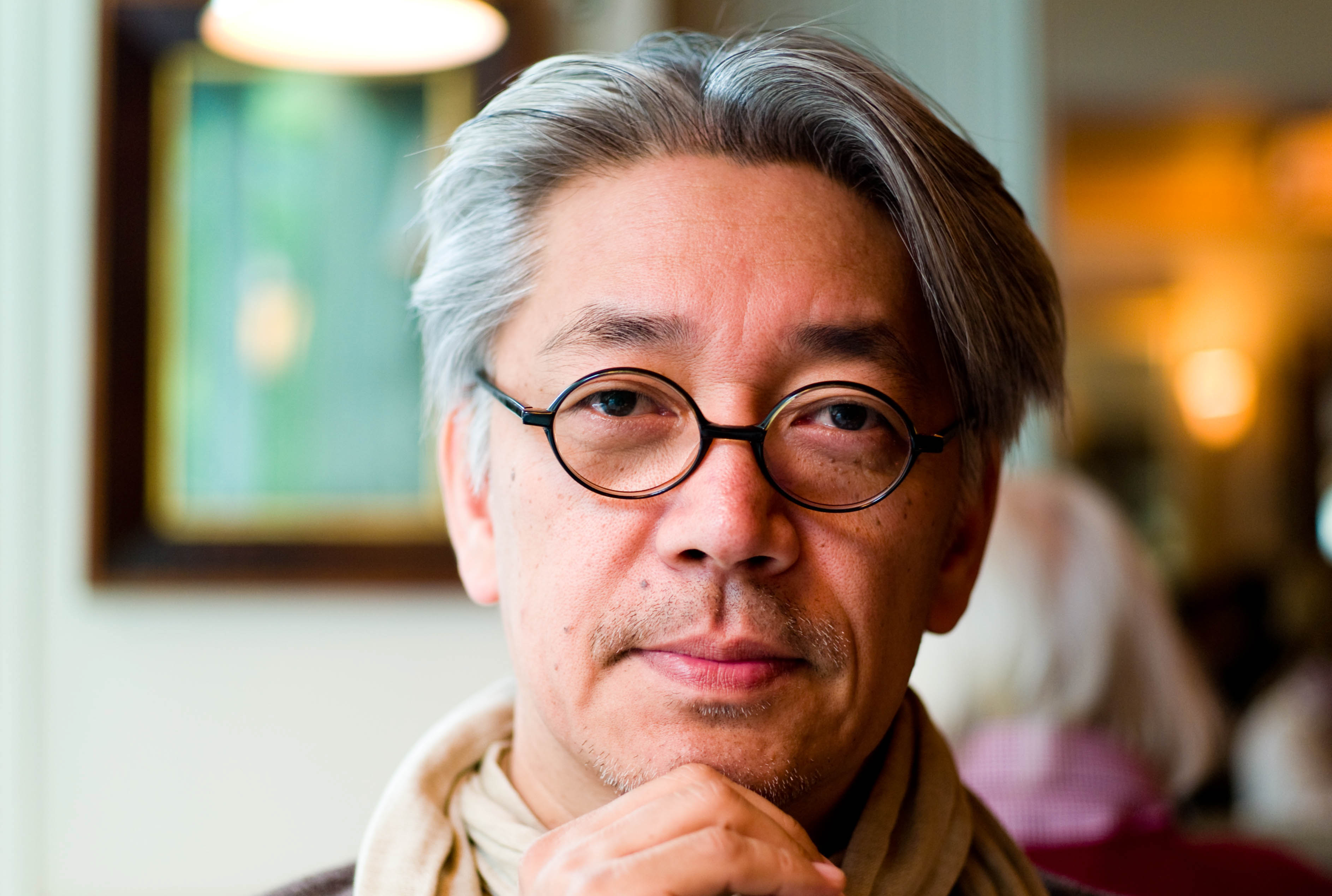
Sakamoto Ryūichi

- 2 tháng 3: Ryūhō Ōkawa, 67, nhà lãnh đạo tôn giáo.[211]
- 5 tháng 3:
  - Kimura Takahiro, 59, họa sĩ diễn hoạt.[212][213]
  - Ōe Kenzaburō, 88, nhà văn[214][215]
- 9 tháng 3: Chikage Oogi, 90, nữ diễn viên và chính trị gia[216]
- 11 tháng 3: Chen Kenichi, 67, đầu bếp[217]
- 22 tháng 3: Dan Jirō, 74, diễn viên[218]
- 23 tháng 3: Tomoko Naraoka, 94, nữ diễn viên[219]
- 28 tháng 3: Sakamoto Ryūichi, 71, nhà soạn nhạc, nhà sản xuất thu âm và diễn viên[220][221][222]

### Tháng 4

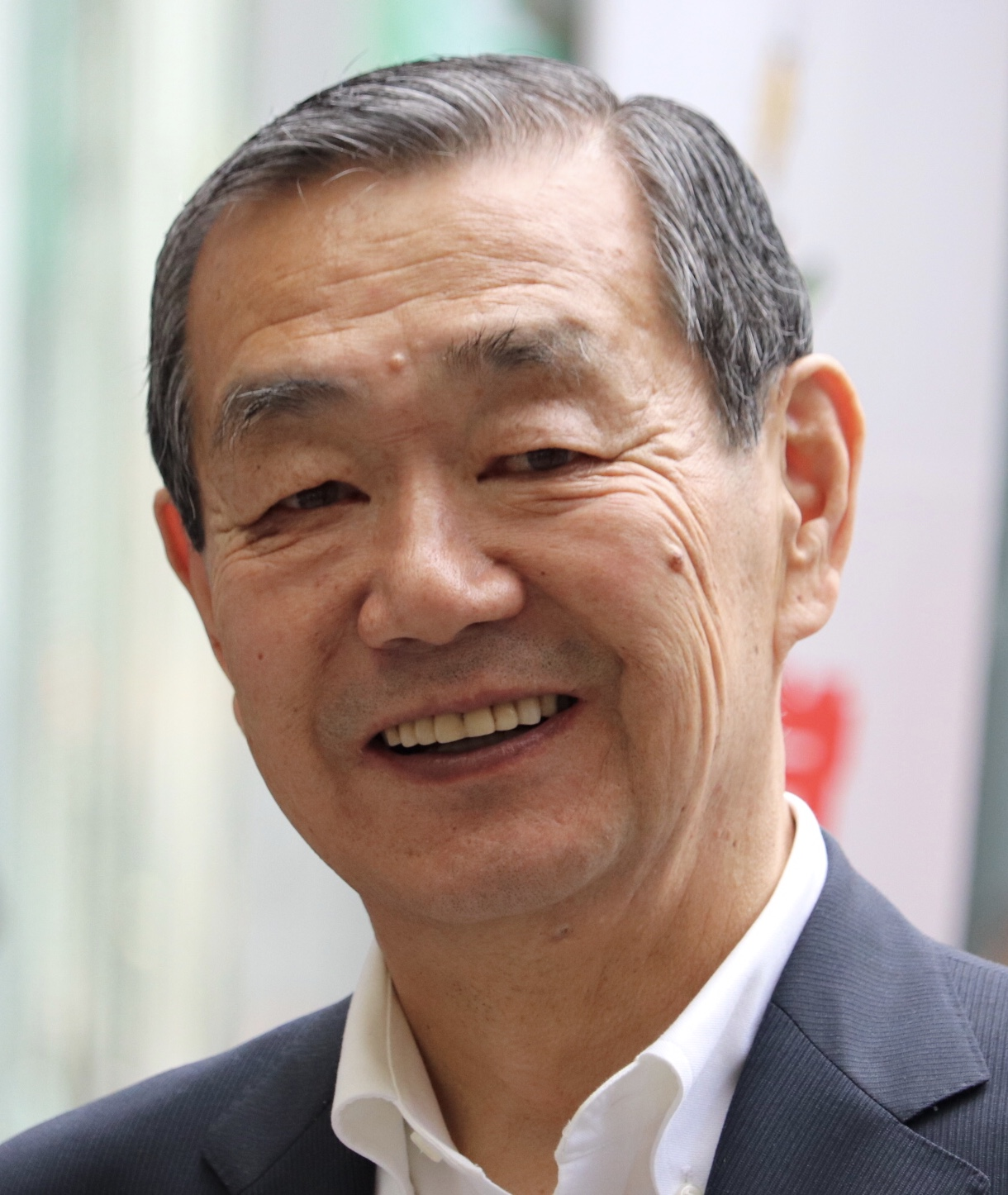
Kensei Mizote

- 1 tháng 4: Yasumichi Kushida, 47, diễn viên lồng tiếng.[223]
- 5 tháng 4: Masanori Hata, 88, nhà động vật học.[224]
- 14 tháng 4: Kensei Mizote, 80, chính khách.[225][226][227]

### Tháng 5

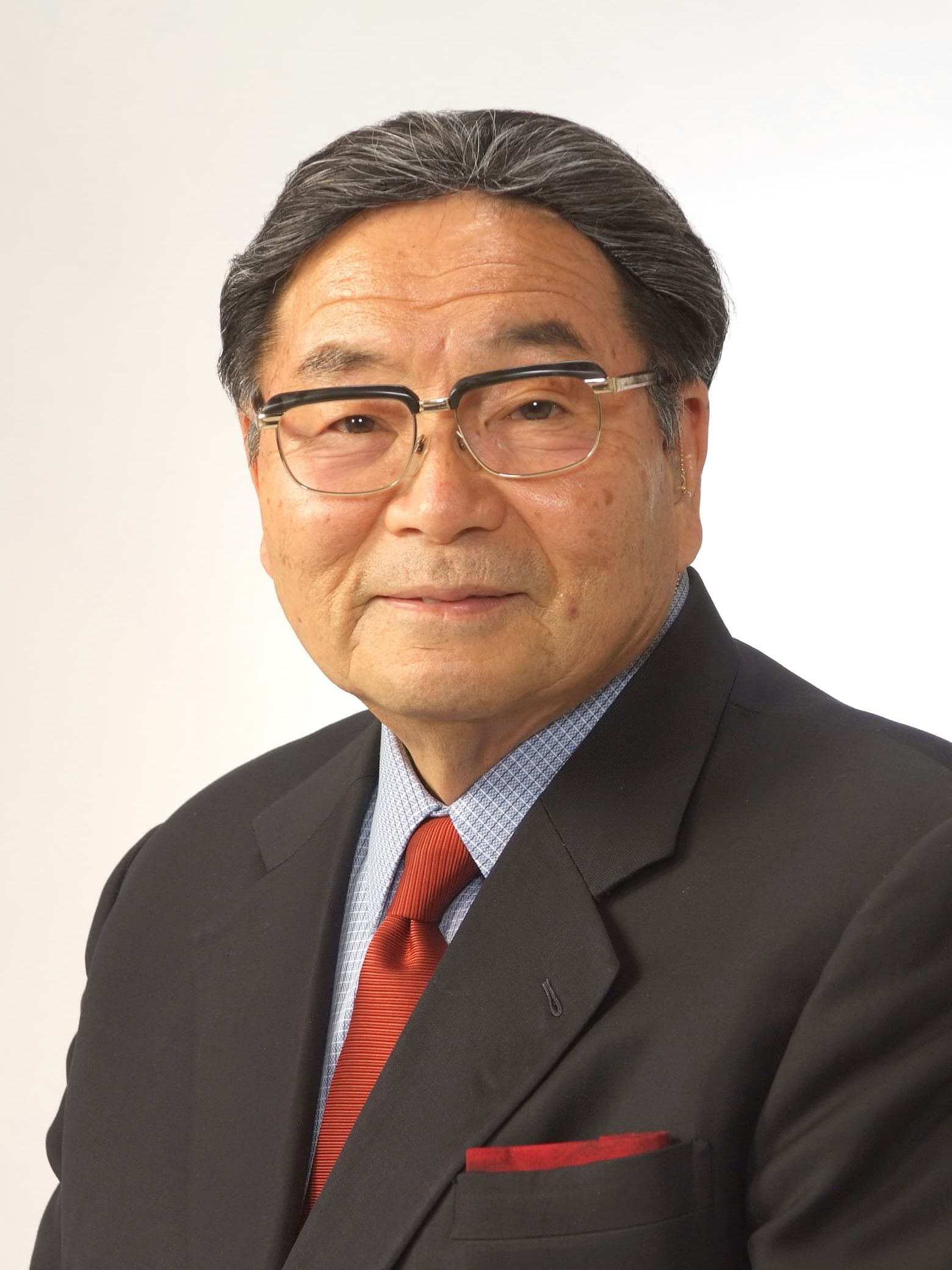
Kitamura Seigo

- 11 tháng 5: Futoshi Nakanishi, 90, cầu thủ bóng chày.[228]
- 20 tháng 5: Kitamura Seigo, 76, chính khách.[229]

### Tháng 6

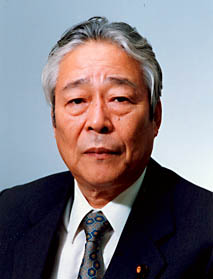
Aoki Mikio

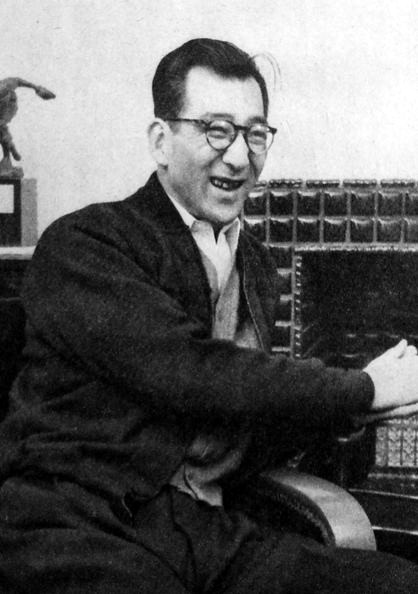
Sugishita Shigeru

- 9 tháng 6: Yumie Hiraiwa, 91, biên kịch, tiểu thuyết gia.[230][231]
- 11 tháng 6:
  - Aoki Mikio, 89, nhà biên kịch, chính trị gia, tiểu thuyết gia.[232][233]
  - Sadao Nakajima, 89, đạo diễn phim.[234]
- 12 tháng 6: Sugishit Shigeru, 98, vận động viên bóng chày.[235]
- 16 tháng 6: Manabu Kitabeppu, 66, cầu thủ bóng chày.[236]
- 19 tháng 6: Shigeaki Hazama, 95, doanh nhân.[237]
- 21 tháng 6: Mayumi Natsu, 61, Biên đạo múa.[238]

### Tháng 7

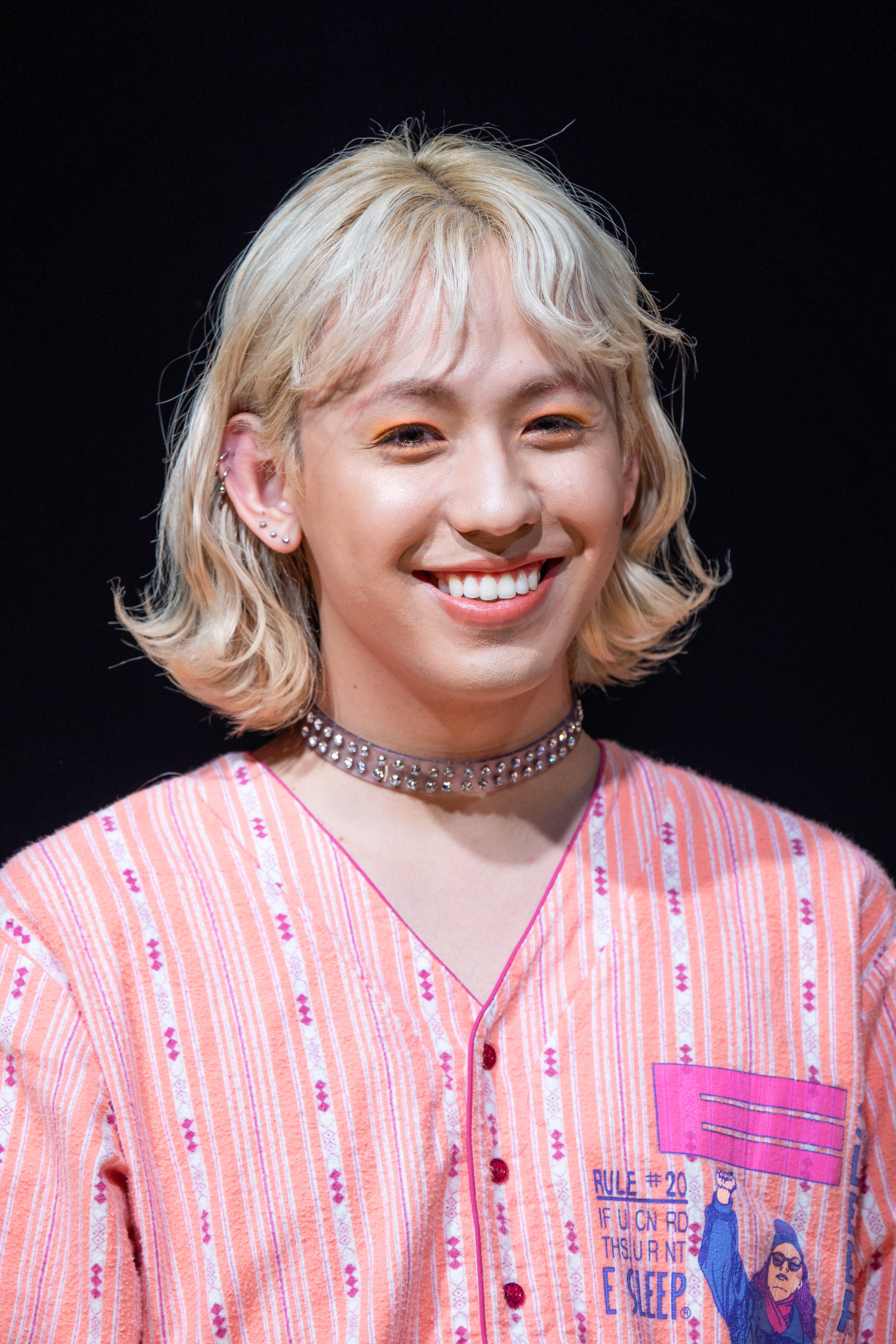
Higa Ryūji

- 1 tháng 7: Yoshida Toyoharu, 83, cựu chủ tịch công ty Tatsunoko Production.[239][240]
- 11 tháng 7: Toyama Yūzō, 92, nhà soạn nhạc.[241]
- 12 tháng 7: Higa Ryūji, 27, người mẫu.[242][243][244][245][246][247][248]
- 18 tháng 7: 
  - Yokota Shintarō, 28, cầu thủ bóng chày.[249][250][251][252]
  - Suzuka Keiko, 67, diễn viên.[253]
  - Himeri Nano, 17, ca sĩ.[254][255][256][257][258][259][260][261]
- 24 tháng 7: Morimura Seiichi, 90, tiểu thuyết gia.[262]

### Tháng 8
- 5 tháng 8: Sano Nami, 36, họa sĩ truyện tranh.[263][264]
- 19 tháng 8: Yamamoto Nizō, 70, đạo diễn phim.[265][266]

### Tháng 9
- 1 tháng 9: Nakamura Shōzaburō, 89, chính khách.[267]